# Balance de Gouy

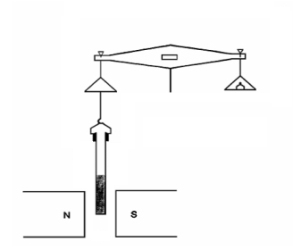
Schéma de la balance de Gouy

La balance de Gouy, inventée par Louis Georges Gouy, est un appareil permettant de mesurer la susceptibilité magnétique d'un échantillon. 

## Contexte
A côté de ses recherches dans l’optique, le mouvement brownien et la physique expérimentale, Gouy avait également un grand intérêt pour les phénomènes magnétiques. En 1889 il a dérivé une expression mathématique montrant que la force est proportionnelle à la susceptibilité volumique pour l'interaction de la matière dans un champ magnétique uniforme. À partir de cette dérivée, Gouy a proposé que les mesures d'équilibre prises pour les tubes de matériau en suspension dans un champ magnétique puissent évaluer son expression en termes de susceptibilité volumique. Bien que Gouy n'ait jamais testé cette hypothèse lui-même, cette méthode simple et peu coûteuse est devenue le fondement de la mesure de la susceptibilité magnétique et le plan directeur de la balance de Gouy. 

## Procédure
La balance de Gouy mesure la variation apparente de la masse de l’échantillon lorsqu’il est repoussé ou attiré par la région de fort champ magnétique située entre les pôles. Certaines balances disponibles dans le commerce ont un port à leur base pour cette application. En cours d’utilisation, un long échantillon cylindrique à tester est suspendu à une balance et pénètre partiellement entre les pôles d’un aimant. L'échantillon peut être sous forme solide ou liquide et est souvent placé dans un récipient cylindrique tel qu'un tube à essai. Les composés solides sont généralement broyés en une poudre fine pour permettre l’uniformité de l’échantillon. L'échantillon est suspendu entre les pôles magnétiques à travers un fil ou une ficelle attaché. La procédure expérimentale nécessite deux lectures séparées. Une lecture de la balance initiale est effectuée sur l'échantillon d'intérêt sans un champ magnétique (m a). Une lecture ultérieure de la balance est prise avec un champ magnétique appliqué (m b ). La différence entre ces deux lectures est liée à la force magnétique sur l'échantillon (m b - m a ). 

## Concept
Le changement apparent de masse entre les deux lectures de la balance résulte de la force magnétique exercée sur l'échantillon. La force magnétique est appliquée à travers le gradient d'un champ magnétique fort et faible. Un échantillon avec un composé paramagnétique sera tiré vers le magnétique et fournira une différence positive de masse apparente m b - m a . Les composés diamagnétiques ne peuvent présenter aucun changement apparent de poids ou un changement négatif car l'échantillon est légèrement repoussé par le champ magnétique appliqué. Avec un échantillon paramagnétique, l'induction magnétique est plus forte que le champ appliqué et la susceptibilité magnétique est positive. Un échantillon diamagnétique a une induction magnétique beaucoup plus faible que le champ appliqué et une susceptibilité magnétique négative respective. L'équation mathématique suivante relie le changement apparent de masse à la susceptibilité volumique de l'échantillon : 
{\displaystyle {\text{Force}}=(m_{b}-m_{a})\,g={\frac {1}{2}}(K_{2}-K_{1})\,A\,H^{2}}
où :
{\displaystyle m_{b}-m_{a}} est la différence apparente de masse,
g l'accélération gravitationnelle,
{\displaystyle K_{1}} la susceptibilité volumique du milieu (généralement de l'air, et d'une valeur négligeable),
{\displaystyle K_{2}} celle de l'échantillon,
H le champ magnétique appliqué,
A la surface du tube à échantillon.

## Instrument
Dans un appareil expérimental, l'ensemble complet de la balance et de l'aimant est enfermé dans une boîte en verre afin de garantir que la mesure du poids ne soit pas affectée par les courants d'air. L'échantillon peut également être enfermé dans un thermostat afin de pouvoir effectuer des mesures à différentes températures. Comme il nécessite un électroaimant puissant et de grande taille, la balance Gouy est un instrument stationnaire installé en permanence sur un banc. L'appareil est souvent placé sur une table en marbre dans une pièce non ventilée afin de minimiser les vibrations et les perturbations de l'environnement. Le système magnétique stationnaire d’une balance de Gouy est souvent un électroaimant connecté à une source d’alimentation, puisqu’il est nécessaire de prendre des mesures avec et sans le champ magnétique appliqué. 

## Pour approfondir